# Южноафриканский институт переводчиков
Южноафриканский институт переводчиков (SATI, африк. Suid-Afrikaanse Vertalersinstituut) — крупнейшая профессиональная ассоциация письменных переводчиков, редакторов и устных переводчиков в ЮАР. Основана в 1956 году, объединяет как профессионалов, так и любителей перевода. Институт играет ключевую роль в стандартизации переводческой деятельности и защите интересов специалистов.

## Цели и деятельность
Основные направления работы SATI включают: 
- Аккредитацию переводчиков через систему экзаменов, включающую письменные переводы, редактирование текстов и устный синхронный перевод. Экзаменационные задания охватывают литературные, академические и технические тексты.
- Публикацию профессиональных материалов, таких как журнал, руководства по заверенным переводам и исторический обзор «Преодолевая языковые барьеры: SATI — первые 50 лет».
- Сотрудничество с международными организациями, включая членство в Международной федерации переводчиков (FIT).
- Лоббирование образовательных инициатив — институт выступает за улучшение программ подготовки переводчиков в вузах ЮАР[5].

## Структура и членство
Управление осуществляется исполнительным комитетом, в который входят председатель, секретарь и казначей. Региональные отделения действуют в Западном Кейпе, Квазулу-Натале и других провинциях.
Членство открыто для всех желающих при условии соблюдения кодекса этики и оплаты ежегодного взноса (в 2023 году — около 845 южноафриканских рандов). Аккредитация не обязательна, но требуется для участия в руководящих органах.

### Типы аккредитации
По состоянию на 2023 год SATI предоставляет аккредитацию по следующим направлениям:
- Устный синхронный перевод (57 специалистов);
- Редактирование текстов;
- Терминология;
- Письменный перевод между африкаанс и английским (88), а также другими языками ЮАР и Европы (40).

## Этические стандарты
Кодекс этики SATI включает 15 принципов, среди которых:
- Гарантия качества перевода с учётом грамматики, тона и регистра.
- Конфиденциальность клиентской информации.
- Запрет на участие в незаконных или неэтичных проектах.
- Обязательство по непрерывному профессиональному развитию.

## Признание и влияние
Хотя аккредитация SATI не имеет официального статуса в южноафриканском законодательстве, некоторые государственные структуры (например, полиция и муниципалитеты) предпочитают работать с аккредитованными специалистами. Тарифы института используются как ориентир при расчёте оплаты переводческих услуг в нормативных документах. В 1979 году SATI зарегистрировал собственный герб в Южноафриканском бюро геральдики. На нём изображены книга (символ знаний) и пересекающиеся перья, олицетворяющие мультилингвальность.